# مارك هوبكينز جونيور
مارك هوبكينز جونيور (بالإنجليزية: Mark Hopkins)‏ هو شخصية أعمال أمريكي، ولد في 1 سبتمبر 1813 في هيندرسون في الولايات المتحدة، وتوفي في 29 مارس 1878 في يوما في الولايات المتحدة.

## وصلات خارجية
- مارك هوبكينز جونيور على موقع الموسوعة البريطانية (الإنجليزية)